# 伊爾姆河 (蘭河支流)
50°54′15.2″N 8°16′9″E / 50.904222°N 8.26917°E

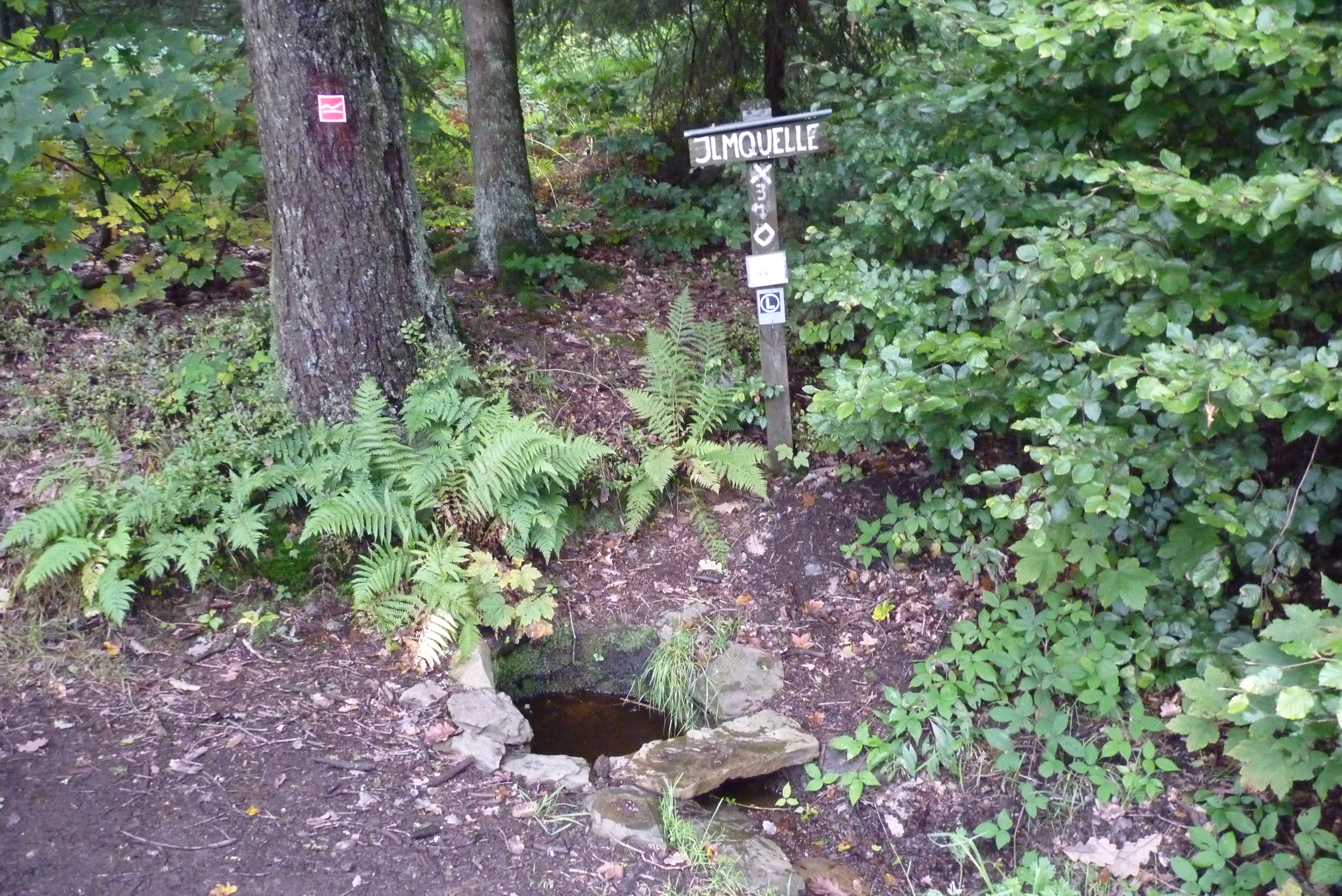

伊爾姆河（德語：Ilm），是德國的河流，位於該國西部，處於北萊茵-威斯特法倫州，屬於蘭河的左支流，河道全長2公里，流域面積1.9平方公里。